# Comuna Rahnivka, Dunaiivți
Rahnivka (în ucraineană Рахнівка) este o comună în raionul Dunaiivți, regiunea Hmelnîțkîi, Ucraina, formată din satele Dubînka, Krîvciîk și Rahnivka (reședința).

## Demografie
Componența lingvistică a comunei Rahnivka
     Ucraineană (98,94%)
     Alte limbi (0,99%)
Conform recensământului din 2001, majoritatea populației comunei Rahnivka era vorbitoare de ucraineană (98,94%), existând în minoritate și vorbitori de alte limbi.